# Lost Dogs
Lost Dogs är ett samlingsalbum med b-sidor av Pearl Jam, utgivet den 11 november 2003. Låtarna är samlade på två CD-skivor.

## Låtlista

### CD 1
1. All Night                               3:25
2. Sad                                     3:42
3. Down                                    3:18
4. Hitchhiker                              3:20
5. Don't Gimme No Lip                      2:38
6. Alone                                   3:14
7. In the Moonlight                        3:10
8. Education                               2:49
9. Black, Red, Yellow                      3:29
10. You                                     2:56
11. Leavin Here                             2:54
12. Gremmie Out of Control                  2:28
13. Whale                                   3:38
14. Undone                                  3:13
15. Hold On                                 4:25
16. Yellow Ledbetter                        5:01

### CD 2
1. Fatal                                   3:42
2. Other Side                              4:07
3. Hard to Imagine                         4:38
4. Footsteps                               3:57
5. Wash                                    3:51
6. Dead Man                                4:19
7. Strangest Tribe                         3:52
8. Drifting                                2:55
9. Let Me Sleep                            3:02
10. Last Kiss                               3:20
11. Sweet Lew                               2:14
12. Dirty Frank                             5:45
13. Brother                                 3:50
14. Bee Girl         9:56
4/20/02 (Gömd låt som är en hyllning till Layne Staley, sångare i Alice in Chains. Staley påträffades död den 20 april 2002, därav låtens titel.)